# Phaonia pratensis
Phaonia pratensis este o specie de muște din genul Phaonia, familia Muscidae. A fost descrisă pentru prima dată de Robineau-desvoidy în anul 1830. Conform Catalogue of Life specia Phaonia pratensis nu are subspecii cunoscute.